# Wam de Moor
Willem Anton Marie (Wam) de Moor (Zevenaar, 28 april 1936 – Groesbeek, 12 januari 2015) was een Nederlands neerlandicus, literatuurcriticus, schrijver en dichter.
De Moor studeerde Nederlandse Taal- en Letterkunde aan de Katholieke Universiteit Nijmegen en promoveerde op de schrijver en diplomaat J. van Oudshoorn (pseudoniem van Jan Koos Feylbrief, 1876-1951). Hij doceerde eerst aan het Geert Groote College in Deventer, vervolgens op de toenmalige nieuwe lerarenopleiding Gelderse Leergangen (voorloper van de huidige Hogeschool van Arnhem en Nijmegen) en vanaf 1978 als literatuur-didacticus aan de universiteit in Nijmegen. Hij schreef veel literatuurrecensies en artikelen over literatuur en poëzie, onder andere in De Tijd en later in De Gelderlander tot 2007. De Moor was initiator van het leesdossier dat op scholen in het literatuuronderwijs gebruikt wordt. Zelf schreef hij ook verhalen en gedichten en stelde bloemlezingen samen. De Moor werd gedecoreerd tot officier in de Orde van Oranje Nassau.

## Werken (selectie)
- Ik raak je aan. Gedichten. Samengesteld door Victor Vroomkoning. Oosterbeek, Uitgeverij Kontrast, 2016. ISBN 9789492411778
- Van Oudshoorn. Biografie van de ambtenaar-schrijver J.K. Feijlbrief, Arbeiderspers, Amsterdam, 1982, 2 delen, 480 + 412 p.

## Over Wam de Moor
- Walter van de Laar: 'Levensbericht Willem Anton Marie de Moor'. In: Jaarboek van de Maatschappij der Nederlandse Letterkunde, 2018-2019, p.129-142